# Macromedia
Macromedia était une entreprise d'informatique américaine produisant des logiciels dont le siège social était à San Francisco. La société est issue de la fusion entre Macromind-Paracomp et Authorware. 
Macromedia est surtout reconnue pour ses logiciels Flash, FreeHand et Dreamweaver. En mai 2005, le rachat de l'entreprise par la société Adobe Systems est annoncé.
Le titre était coté NASDAQ avec le code MACR.

## Historique
Macromedia est issu de la fusion en 1992 de la société Authorware Inc., fondée en 1987 par Michael W. Allen (en), développeur du langage Authorware, avec MacroMind-Paracomp (en).
L'entreprise reprend en 1995 le logiciel de dessin vectoriel FreeHand développé à l'origine par la société Altsys (ex Aldus) lors du rapprochement de cette dernière avec Adobe. En 1996 elle reprend FutureWave, développeur du programme d'illustration vectorielle SmartSketch, qui conduira au logiciel d'animation Flash.
Macromedia prend son essor et devient le rival attitré d'Adobe Systems - les deux sociétés évoluent dans les mêmes secteurs d'activité: création graphique, desktop publishing et rich media. 
Le 16 janvier 2001 a eu lieu la fusion entre Allaire, éditeur de ColdFusion, langage de développement pour applications Web s'appuyant sur un serveur éponyme, et Macromedia.
Si Adobe est l'incontestable leader de la retouche d'images avec Photoshop, Macromedia domine dans le domaine des interfaces codées grâce à son logiciel Dreamweaver et de l'animation avec Flash. Cette rivalité tourne au duel judiciaire. Macromedia est attaqué en 2002 par Adobe au motif de violations de brevets concernant l'interface utilisateur de Flash. Macromedia riposte peu après, estimant que Photoshop et GoLive violent ses brevets. Les protagonistes mettront un terme à leurs différends et le 3 décembre 2005, Adobe rachète Macromedia pour un montant total de 3,4 milliards de dollars américains. Le titre est retiré de cotation au NASDAQ.

### Identité visuelle (logo)

Logo utilisé de 1992 à 1997
Logo utilisé de 1997 à 2005

## Produits
Cette entreprise est connue pour ses différents logiciels :
- Macromedia Dreamweaver : éditeur de sites web,
- Macromedia Flash : enrichissement de contenus de pages web, animation pour le web,
- Macromedia Director : logiciel d'édition de contenus multimédia (CD-ROM),
- Macromedia Authorware : logiciel de création multimédia adapté notamment au domaine de la pédagogie,
- Macromedia Fireworks : logiciel de traitement d'images adapté à la diffusion web,
- Macromedia ColdFusion : logiciel de développement et de publication d’applications web et langage dynamique de pages web,
- FreeHand : logiciel de dessin vectoriel,
- Breeze : logiciel de présentation avec narration et de formation en ligne,
- Contribute : logiciel qui permet aux rédacteurs de modifier des pages sur le web,
- FlashPaper : logiciel comparable à Adobe Acrobat, générant des documents destinés à l'impression, à l'instar d'un PDF, mais en Flash,
- Flex : couche de présentation Flash sur serveur Java.
- Final Cut Pro : logiciel de montage vidéo, racheté en 1998 par Apple.